# Chondracanthus distortus
Chondracanthus distortus – gatunek widłonoga z rodziny Chondracanthidae. Jest pasożytem ryb morskich. Opisał go w 1922 roku amerykański biolog morski Charles Branch Wilson. Okazy typowe (40 samic z workami jajowymi i przyczepionymi samcami) pozyskano ze skrzeli piotroszy (Zeus faber, syn. Zeus japonicus) złowionych w maju 1914 roku na głębokości 110–115 sążni (201–210 metrów) przy Sato-no-misaki na japońskiej wyspie Kiusiu.